# Marc Ewing
Marc Ewing (9 mai 1969 - ) est le créateur Américain de la marque de logiciels Red Hat. Il a participé au projet 86open dans les années 1990.
Il est diplômé de l'Université Carnegie-Mellon (Pittsburgh) en 1992. À l'université, il avait l'habitude de porter un chapeau rouge entre les cours. Ewing et Bob Young ont nommé leur logiciel en fonction de cette anecdote.
Il pratique l'alpinisme.